# Olenyne
Olenyne (ukrainisch Оленине; russisch Оленино Olenino, polnisch Helenin) ist ein Dorf in der ukrainischen Oblast Wolyn mit etwa 1000 Einwohnern (2001).
Die ehemals selbstständige Landratsgemeinde in der historischen Region Polesien gehört seit dem 12. Juni 2020 zur neu gegründeten Stadtgemeinde Kamin-Kaschyrskyj; bis dahin war es seit dem 7. August 2018 ein Teil der neugegründeten Landgemeinde Huta-Borowenska (Гуто-Боровенська сільська громада Huto-Borowenska silska hromada), vorher bildete das Dorf die gleichnamige Landratsgemeinde Olenyne (Олениненська сільська рада/Olenynenska silska rada) im Osten des Rajons Kamin-Kaschyrskyj.
Die Ortschaft liegt  auf einer Höhe von 152 m am Ufer des Stochid, einem 188 km langen Nebenfluss des Prypjat, 8 km südöstlich vom Gemeindezentrum Huta-Borowenska, 30 km südöstlich vom Rajonzentrum Kamin-Kaschyrskyj und 110 km nördlich vom Oblastzentrum Luzk.